# 約翰·約阿希姆·溫克爾曼
溫克爾曼（Johann Joachim Winckelmann，德語：[ˈvɪŋkl̩man]，1717年12月9日—1768年6月8日）生於勃兰登堡侯国的施滕达尔，在哈布斯堡王朝的的里雅斯特逝世，德國考古學家與藝術史學家。
他為考古學奠基。溫克爾曼是文藝復興人文主義者的追隨者，因此自稱義大利人文主義者。以前為古董收藏者，因此溫克爾曼的古物藝術的藝術史學方法也是跟隨著。溫克爾曼的藝術評價成為美學的基礎。
1768年，溫克爾曼到維也納接受瑪麗亞·特蕾西亞嘉奬，在返回羅馬居處的途中，在義大利的里雅斯特一間旅館內，因同行的旅人覬覦他手上的金币和银币，而把溫克爾曼殺害，後來溫克爾下葬於的里雅斯特大教堂。

## 著作
三卷关于赫库兰尼姆考古发现的《通讯集》、《古代艺术史》、《未发表的古文物》等。